# 3D/Biela
3D/Biela (auch Bielascher Komet genannt) war ein Komet, der zwischen 1772 und 1832 viermal beobachtet worden war. Bei seiner erneuten Wiederkehr 1846 wurde festgestellt, dass er in zwei Teile zerbrochen war, die dann 1852 noch einmal beobachtet werden konnten. Seither wurde nichts mehr von diesem Kometen gesehen, er gilt als verloren.

## Entdeckung und Beobachtung
Obwohl der Komet möglicherweise über viele Jahrhunderte der Erde immer wieder nahekam, gibt es vor Ende des 18. Jahrhunderts keine ihm sicher zuweisbaren Beobachtungsberichte.

### Erscheinung 1772
Zum ersten Mal wurde von Jacques Laibats-Montaigne über ihn berichtet, der ihn mit einem Refraktor mit 1 m Brennweite am Abend des 8. März 1772 in Limoges entdeckte. Zu diesem Zeitpunkt war der Komet nicht mit bloßem Auge sichtbar, er stand im Sternbild Eridanus und sein Kern hatte eine Helligkeit von 6 mag. Am folgenden Abend konnte Montaigne seine Entdeckung durch eine erneute Beobachtung bestätigen. Charles Messier wurde in Paris über die Entdeckung unterrichtet und versuchte am 15. März nach den Angaben Montaignes, den Kometen aufzusuchen, was aber zunächst an diesem und den folgenden Tagen erfolglos blieb. Montaigne sah den Kometen zum letzten Mal am 20. März, aber am 26. März gelang es Messier doch noch, „einen kleinen Nebelfleck“ zu finden. Er konnte ihn danach noch bis zum 3. April beobachten.
Jérôme Lalande konnte 1774 aufgrund der ungenauen Beobachtungsdaten nur Bahnelemente für eine parabolische Umlaufbahn berechnen.

### Erscheinung 1805
Am Abend des 10. November 1805 entdeckte Jean-Louis Pons in Marseille den Kometen erneut. Weitere Beobachtungen gab es in den folgenden zwei Wochen auch in Paris durch Alexis Bouvard und in Frankfurt an der Oder durch Johann Sigismund Gottfried Huth. Huth konnte den Kometen am 22. November bereits mit dem bloßen Auge erkennen. Der Komet näherte sich zu dieser Zeit der Sonne und der Erde weiter an und wurde dadurch größer und heller. Am 28. November sah ihn auch Johann Elert Bode in Berlin. Der Komet bewegte sich am Himmel nach Süden und war am 8. Dezember leicht mit dem bloßen Auge zu sehen. Carl Friedrich Gauß schätzte seine Helligkeit auf 3–4 mag, aber bereits am 9. Dezember wurde er in Europa letztmals gesehen. In Indien und Mauritius wurde der Komet noch bis zum 14. Dezember beobachtet.
Die erste Berechnung einer parabolischen Bahn wurde von Friedrich Wilhelm Bessel durchgeführt und Heinrich Wilhelm Olbers stellte umgehend die Ähnlichkeit mit der Bahn des Kometen von 1772 fest. Auch Gauß, der die Bahnelemente des Kometen von 1772 im Februar 1806 neu bestimmte, konnte diese Ähnlichkeit feststellen, aber durch die kurzen Zeitspannen, während derer der Komet beobachtet worden war, gelang es noch nicht, die Umlaufzeit korrekt zu bestimmen.

### Erscheinung 1826
Wilhelm von Biela entdeckte den Kometen am Abend des 27. Februar 1826 in Josefstadt als einen kleinen rundlichen Nebelfleck. Am folgenden Abend hatte er sich etwa 1° am Himmel weiterbewegt und Biela meldete seine Entdeckung. Dennoch blieb er der einzige Beobachter, bis es am 9. März noch eine unabhängige Entdeckung durch Jean-Félix Adolphe Gambart in Marseille gab. Auch in China hatte es eine unabhängige Entdeckung irgendwann zwischen 7. Februar und 8. März gegeben, wie die Chronik Chʻing-chʻao hsü-wen-hsien tʻung-kʻao (Kaiserliche Enzyklopädie der Späteren Jahre der Qīng-Dynastie) ohne weitere Angaben berichtet. Im März und April wurde der Komet von Karl Ludwig Harding in Deutschland und von Jean-Louis Pons und anderen Astronomen in Italien beobachtet, zunächst nahm seine Helligkeit zu, auch ein kurzer Schweif konnte festgestellt werden, aber Anfang Mai begann er zu verblassen und wurde am 9. Mai in Neapel zum letzten Mal beobachtet.
Biela berechnete selbst Bahnelemente für den Kometen und bemerkte deren starke Ähnlichkeit zu denen der Kometen von 1772 und 1805. Er schlug eine Umlaufzeit von 6,75 Jahren vor. Auch Gambart, Olbers und Thomas Clausen kamen zu ähnlichen Ergebnissen, so dass nunmehr eine gute Kenntnis der Umlaufbahn des Kometen vorlag. Seine Berechnungen brachten Biela später die Ehre ein, dass der Komet nach ihm benannt wurde.

### Erscheinung 1832
Auf Grundlage der bei seiner letzten Erscheinung berechneten Bahnelemente konnte die nächste Wiederkehr des Kometen nun erstmals relativ genau vorhergesagt werden. Mit einem vorausberechneten Periheldatum gegen Ende November 1832 begannen mehrere Astronomen bereits im September nach ihm zu suchen und es war schließlich John Herschel in Slough, der unter Kombination mehrerer Vorausberechnungen am frühen Morgen des 24. September in seinem 48-cm-Teleskop einen Nebelfleck auffand, der sich innerhalb einer Stunde deutlich weiterbewegt hatte. Herschel beobachtete den Kometen noch in den folgenden beiden Tagen, führte aber danach keine weiteren Beobachtungen durch und meldete auch seine Beobachtung nicht weiter. Erst am 20. Oktober gab es weitere Entdeckungen des Kometen durch Gambart in Marseille und Jean Elias Benjamin Valz in Nîmes und an den folgenden Tagen fanden ihn auch Bessel in Königsberg, Friedrich Georg Wilhelm Struve in Dorpat und Friedrich Bernhard Gottfried Nicolai in Mannheim. Am 24. Oktober erreichte der Komet die größte Nähe zur Erde, aber er wurde auch im Laufe des Novembers noch heller, da er sich weiter der Sonne näherte. Herschel sah ihn am 4. November wieder in seinem Teleskop als einen großen und hellen Nebel noch ohne einen Schweif, aber am folgenden Tag war dieser bereits nicht mehr zu übersehen. Durch seine Bewegung am Himmel nach Süden war der Komet ab Dezember im mittleren und nördlichen Europa nicht mehr zu beobachten, nur in Italien gab es noch Beobachtungen bis Ende des Monats. Die letzte Beobachtung erfolgte kurz nach Mitternacht am 4. Januar 1833 in Südafrika durch Thomas Henderson.
Obwohl die Vorausberechnungen durch die Beobachtungen bestätigt werden konnten, wurde auch in den folgenden Jahren noch versucht, die Bahn des Kometen weiter zu analysieren und verbesserte Bahndaten wurden bis in die neuere Zeit berechnet.

### Erscheinung 1846
Bei der vorausberechneten Erscheinung des Kometen im Jahr 1839 stand er ungünstig zur Erde und wurde nicht beobachtet. Als darauffolgendes Periheldatum war der 11. Februar 1846 errechnet worden. Zuerst entdeckt wurde er von Francesco de Vico in Rom an Abend des 26. November 1845. Zwei Tage später entdeckte ihn auch unabhängig davon Johann Gottfried Galle in Berlin. Im Dezember wurde der Komet vielfach beobachtet, aber es gibt nur wenige Aussagen zu seiner physischen Erscheinung. Eine wichtige Entdeckung erfolgte daher am 14. Januar 1846 durch Matthew Fontaine Maury in Washington, D.C.: Er bemerkte, dass der Komet doppelt erschien. Neben einer helleren Komponente „A“ war eine schwächere Komponente „B“ zu erkennen. Auch Moritz Ludwig Georg Wichmann in Königsberg bemerkte dies unabhängig davon einen Tag später. Die zweite Komponente war möglicherweise sogar schon früher im Dezember gesehen worden, aber ohne ihre Natur zu erkennen. Nachdem sich die Nachricht über den „Doppelkometen“ verbreitet hatte, wurde er in der Folge vielfach beobachtet. Beide Komponenten zeigten Schweife, die parallel verliefen, A war 3–4 mal heller als B und der Abstand zwischen ihnen vergrößerte sich zusehends von etwa 1ʼ Mitte Januar bis auf 3ʼ gegen Ende Januar, räumlich waren sie etwa 300.000 km voneinander entfernt. Im Laufe des Februar wuchs der Abstand zwischen A und B durch die sich verändernde Perspektive auf 8ʼ, wobei ihre Helligkeiten im Vergleich zueinander stark schwankten, mal waren sie gleich hell, mal war B heller als A, mal umgekehrt. Die Komponente A schien auch mehrere Kerne zu besitzen. Nachdem der Komet am 20. März den geringsten Abstand zu Erde erreichte, nahm seine Helligkeit rasch ab, zum letzten Mal beobachtet wurde er am 27. April durch Friedrich Wilhelm August Argelander in Bonn.
Biela war der erste Komet in der Geschichte der Kometenforschung, bei dem eine Teilung beobachtet wurde. Auch für die beiden beobachteten Komponenten wurden in der Folge separate Analysen ihrer Bewegung und daraus folgend Bahnelemente berechnet. Ihre Umlaufzeit wurde zu 6,6 Jahren bestimmt.

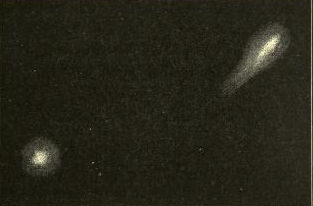
Komet Biela im Jahr 1852

### Erscheinung 1852
Auch für die nächste Wiederkehr des Kometen waren die Daten der Erscheinung von 1846 neu ausgewertet und unter Berücksichtigung der Störeinflüsse von vier Planeten ein voraussichtliches Periheldatum 29. September 1852 ermittelt worden. Kometenbruchstück A wurde daraufhin am 26. August durch Angelo Secchi in Rom mit einem 15-cm-Teleskop wieder aufgefunden. Eine Auswertung der Position ergab, dass das Perihel etwa sechs Tage früher als vorausberechnet durchlaufen würde. Es gab aber wenig Zweifel daran, dass es sich tatsächlich um den Kometen Biela handelte. Während der nächsten Wochen konnte nur diese Komponente A beobachtet werden. Die Komponente B wurde ebenfalls von Secchi am 16. September wiedergefunden. Der Komet zeigte im September nur eine geringe Helligkeit und die beiden Komponenten wechselten sich täglich darin ab, wer momentan die größere Helligkeit von beiden besaß. Der Abstand zwischen beiden betrug am 21. September etwa ½°. Komponente A wurde zum letzten Mal am 26. September von Struve in Pulkowo beobachtet, sie war deutlich schwächer als Komponente B und ihr gegenseitiger Abstand lag nun durch die veränderte Perspektive bei fast 1°, räumlich waren sie etwa 2,5 Mio. km voneinander entfernt. Komponente B wurde von Struve am 29. September letztmals gesehen.
Nach dieser Wiederkehr wurden die Bahnelemente der beiden Komponenten von mehreren Forschern neu berechnet. Ihre Umlaufzeit wurde zu 6,62 Jahren bestimmt. Nach Berechnungen, die Joseph Stillman Hubbard 1854 anstellte, hätten sie sich etwa im September 1844 voneinander getrennt. Später stellte sich aber heraus, dass er bei seiner Berechnung die Beobachtungsergebnisse falsch interpretiert hatte, denn ihre
Trennung erfolgte wahrscheinlich bereits 1842/43.

### Weitere Suche nach Komet Biela
Die nächste vorhergesagte Erscheinung des Kometen im Mai 1859 war wieder ungünstig, aber die Erscheinung 1866 wäre unter besseren Umständen erfolgt. Vorausberechnungen wiesen auf ein Periheldatum um den 27. Januar. Viele Astronomen suchten nach dem Kometen, aber es wurden keine eindeutigen Spuren von ihm gefunden. Entweder hatte er sich völlig aufgelöst, oder sein Überrest war sehr klein und zeigte keine Aktivität (vergleichbar mit einem Asteroiden). Im Oktober 1872 wurde von Johann Friedrich Julius Schmidt in Athen erneut nach ihm gesucht, aber wieder ergebnislos. Norman Robert Pogson berichtete als Einziger in Madras am 2. Dezember 1872 von einer Beobachtung, aber dies wurde weitgehend angezweifelt. Auch David Gill in Kapstadt fand Anfang Dezember 1885 nichts mehr von ihm.

## Auswirkung auf den Zeitgeist
Als Bahnberechnungen durch Olbers 1828 zeigten, dass der Komet Biela im Jahr 1832 der Umlaufbahn der Erde (nicht der Erde selbst) sehr nahekommen könnte, gab es einen kurzen Ausbruch allgemeiner Kometenfurcht. Zu dieser Zeit waren erst vier periodische Kometen bekannt, der Halleysche, der Enckesche, der Olberssche und der Bielasche. Von diesen sollten der Enckesche und der Bielasche 1832 erscheinen und der Halleysche wurde für 1835 erwartet. Sensationslüsterne, aber ungebildete Autoren verfassten Schriften, die diese Ereignisse und Zeitangaben vermischten und mit Katastrophenszenarien die Ängste der Massen schürten. Von Astronomen wie Joseph Johann von Littrow wurden diesen Pamphleten Schriften entgegengesetzt (s. Kap. Literatur), die die astronomischen Gegebenheiten klarstellten und auch mit dem damaligen Wissensstand allgemein über Kometen informierten.

## Wissenschaftliche Auswertung
Brian Marsden und Zdenek Sekanina berechneten 1971 mit modernen Methoden neue Bahnelemente des Kometen und seiner Bruchstücke, die auch nicht-gravitative Kräfte auf den Kometen berücksichtigen. Nach deren Veröffentlichung kam neue Hoffnung auf, dass eine erneute Suche zu einem Auffinden irgendeines Überrestes des Kometen Biela führen könnte, weil die Berechnungen unter bestimmten Randbedingungen darauf hinwiesen, dass er der Erde im Dezember 1971 möglicherweise sehr nahekommen würde. Der Astronom Luboš Kohoutek an der Hamburger Sternwarte in Bergedorf inspizierte daraufhin im Oktober und November 1971 mehrere Himmelsareale. Obwohl er keine Kometenreste fand, entdeckte er dabei 52 bisher unbekannte Asteroiden. Bei einer erneuten Beobachtung eines dieser zuvor entdeckten Asteroiden fand er am 18. März 1973 den Kometen C/1973 E1 (Kohoutek). Aus der neueren Zeit gibt es unter Berücksichtigung der Störeinflüsse aller Planeten und der drei größten Asteroiden sowie nicht-gravitativer Effekte auch Bahnberechnungen durch Syuichi Nakano und K. Kinoshita.
Marsden und Sekanina bestimmten auch den möglichen Zeitpunkt, zu dem sich die beiden Bruchstücke des Kometen voneinander getrennt hatten. Nach ihren Berechnungen fand dieses Ereignis wahrscheinlich zwischen Anfang 1842 und Mitte 1843 statt, also um die Zeit seines Aphels bei einem Abstand von etwa 6 AE von der Sonne, als er sich jenseits der Bahn des Jupiters befand, an dem er Mitte Februar 1842 in einem Abstand von etwa 166 Mio. km vorbeigegangen war. Nach der Abspaltung entfernte sich Komponente B von der größeren Komponente A grob in Richtung auf die Sonne zu mit einer Geschwindigkeit in der Größenordnung von 1 m/s.
Bereits 1937 wurde vermutet, dass das Zerbrechen des Kometen Biela vielleicht dadurch hervorgerufen worden sein könnte, dass er 1832, 1839 oder 1846 den inneren Bereich des Meteoritenfeldes des Kometen 55P/Tempel-Tuttle (des Verursachers des Meteorstroms der Leoniden) durchquerte. In einer genaueren Untersuchung von 1991 konnte dies jedoch weder bestätigt noch völlig ausgeschlossen werden.

## Umlaufbahn
Aus den registrierten Positionsdaten am Himmel während der beobachteten Erscheinungen des Kometen bestimmten Marsden und Sekanina mehrere Sätze von Bahnelementen, die jeweils für einen begrenzten Zeitraum um die Erscheinung herum anwendbar sind. Sie berücksichtigten dabei auch nicht-gravitative Kräfte auf den Kometen. Für den Zeitraum um 1832 bestimmten sie zum Beispiel aus 26 Beobachtungsdaten eine elliptische Umlaufbahn, die um rund 13° gegen die Ekliptik geneigt war. Diese Sätze von Bahnelementen haben nur eine eingeschränkte Genauigkeit, und da die Bahn des Kometen ihn einerseits immer wieder nahe an Jupiter herangebracht hat, andererseits die nicht-gravitativen Kräfte auf den Kometen auch relativ stark und über längere Zeiträume veränderlich waren, kann aus ihnen keine sichere Aussage über die Bahn des Kometen mehrere hundert Jahre vor seiner ersten Beobachtung abgeleitet werden.
Bis zurück zu einer Annäherung des Kometen an Jupiter bis auf etwa 100 Mio. km gegen Anfang Februar 1664 besteht zwischen Marsdens Sätzen von Bahnelementen allerdings eine sehr gute Übereinstimmung in der Beschreibung der Bahn des Kometen. Demnach bewegte er sich 100 Jahre vor seiner ersten Entdeckung noch auf einer elliptischen Bahn mit einer Exzentrizität von etwa 0,72 und einer Großen Halbachse von 3,59 AE. Die Bahn war etwa 19° gegen die Ekliptik angestellt und die Umlaufzeit betrug etwa 6,8 Jahre. Die Bahn des Kometen kam der Erdbahn nicht näher als etwa 10 Mio. km (0,06 AE). Insbesondere durch unregelmäßig stattfindende Annäherungen an Jupiter, z. B. Anfang Juni 1711 bis auf etwa 100 Mio. km und Anfang Juni 1794 bis auf etwa 57 Mio. km, wurde die Charakteristik seiner Bahn immer wieder sprunghaft geringfügig verändert, so dass sich bis 1850 die Exzentrizität auf etwa 0,76 vergrößert hatte. Die Große Halbachse hatte sich auf etwa 3,52 AE verringert und die Bahnneigung war auf knapp 13° gesunken, die Umlaufzeit hatte sich auf etwa 6,6 Jahre verkürzt. Die Annäherung an Jupiter 1794 führte insbesondere dazu, dass das Perihel der Kometenbahn, das zuvor im Bereich der Erdbahn lag, danach deutlich innerhalb derselben lag. Das Aphel seiner Bahn lag dagegen stets etwa 20 % weiter von der Sonne entfernt als der Bereich der Umlaufbahn des Jupiters. Der Komet gehörte damit mindestens während dieser Zeit zur Jupiter-Familie von Kometen mit einem Tisserandparameter {\displaystyle T_{J}} ≈ 2,535.
Seit 1794 war auch der gegenseitige Abstand zwischen Kometenbahn und Erdbahn bereits sehr gering geworden und zwischen 1832 und 1840 sank er dann zeitweilig auf nahezu null, das heißt die Bahn des Kometen und die Erdbahn berührten sich fast in einem Punkt. Wären beide Körper zur gleichen Zeit an diesem Punkt gewesen, hätte es einen Zusammenstoß geben können. Dies war jedoch nie der Fall, denn als der Komet um den 29. Oktober 1832 der Erdbahn beim absteigenden Knoten seiner Bahn möglicherweise bis auf etwa 40.000 km sehr nahekam, erreichte die Erde diese Stelle ihrer Bahn erst etwa einen Monat später, und 1839 waren die gegenseitigen Abstände noch viel größer.
Innerhalb des Zeitraums, in dem der Komet beobachtet wurde, erreichte er um den 9. Dezember 1805 seine größte Annäherung an die Erde bis auf etwa 5 Mio. km. Um den 4. Dezember 1845 könnte er dem Mars bis auf etwa 36 Mio. km nahegekommen sein und um den 20. März 1846 näherten sich die beiden Bruchstücke des Kometen der Erde noch einmal bis auf etwa 56 Mio. km.

## Meteorstrom
Auf seiner Umlaufbahn bewegte sich der Komet immer wieder in größerer Nähe zur Erdbahn. Staub und kleine Trümmerstücke des Kometen bewegen sich zunächst auf der gleichen Umlaufbahn weiter wie der Komet und die Erde durchläuft jedes Jahr Ende November den weiteren Bereich um die Umlaufbahn des Kometen, was zu einem erhöhten Auftreten von Meteoren in der Erdatmosphäre führen kann. Bereits aus den Jahren 1741, 1798 und 1830, also noch bevor der Komet zerbrach, gibt es Berichte von Meteorschauern, die vom Kometen Biela stammten. Der Zusammenhang zwischen dem Kometen und dem daraufhin „Bieliden“ genannten Meteorstrom war bereits 1867 unabhängig voneinander von Edmund Weiss und Heinrich Louis d’Arrest aufgezeigt worden.
1838 und 1847 gab es noch relativ schwache Meteorschauer, aber am 27. November 1872 entwickelte sich dann ein regelrechter Meteorsturm mit einer Zenithal Hourly Rate (ZHR) von etwa 7400 Meteoren. Dies wiederholte sich 1885 mit einer ZHR von etwa 6400. Die Meteore schienen aus dem Sternbild Andromeda zu kommen, so dass der Meteorstrom schließlich die Bezeichnung Andromediden erhielt. Auch 1892 und 1899 konnten noch Meteorschauer mit ZHR von 800 bzw. 150 beobachtet werden, aber seither sind die Andromediden nahezu verschwunden, da die langfristigen Veränderungen in ihren Bahnen durch die Störeinflüsse der Planeten und ihre unterschiedlichen Geschwindigkeiten sie weiter von der Erdbahn entfernten. In einer Untersuchung von 2007 konnte gezeigt werden, dass die Meteorstürme von 1872 und 1885 wahrscheinlich von Staubpartikeln herrührten, die während des Zerbrechens des Kometen 1842/43 freigesetzt wurden und die in der Zeit danach ständig weiter zerfielen.
Im Dezember 2011 konnte erstmals seit über hundert Jahren wieder ein stärkeres Auftreten der Andromediden mit einer ZHR von etwa 50 beobachtet werden. Simulationen zeigten, dass die verursachenden Partikel möglicherweise bei einem Periheldurchgang des Kometen Biela im Jahr 1649 ausgestoßen worden waren. Ähnlich starke Meteorschauer könnten vielleicht auch für die Jahre 2023 und 2036 erwartet werden. Genaue Auswertungen dieser Meteorströme könnten dabei helfen, die Bahn des Kometen vor seiner ersten Beobachtung 1772 besser zu rekonstruieren.

## Sonstiges
Nur wenige Stunden nach dem Maximum des starken Meteorschauers der Andromediden am 27. November 1885 fiel im Norden Mexikos der Meteorit von Mazapil. Dieser Eisenmeteorit wurde daher zunächst für ein Bruchstück des Kometen Biela gehalten. Heute geht man allerdings davon aus, dass der Fall des Meteoriten während des Meteorschauers am wahrscheinlichsten ein reiner Zufall war.
Die Umlaufbahn des lichtschwachen Kometen 207P/NEAT, der am 11. Mai 2001 von der Himmelsüberwachung Near Earth Asteroid Tracking entdeckt wurde, zeigt gewisse Ähnlichkeiten mit der des Kometen Biela. Die Unterschiede sind aber hinreichend groß, dass dieser Komet keinen Zusammenhang mit dem Kometen Biela haben kann.

## Rezeption in der Kunst
Der Lyriker Pierre-Jean de Béranger verfasste ein vertontes Gedicht La Comète de 1832, in dem er fatalistisch und deprimiert die damalige Furcht vor einem Weltuntergang in Worte fasste. Die Stimmung wurde auch von dem Dramatiker Johann Nestroy im Kometenlied mit dem Refrain „Die Welt steht auf kein’ Fall mehr lang“ verarbeitet, welches mit der Posse Der böse Geist Lumpacivagabundus im April 1833 uraufgeführt wurde.